# Vertrag von Fámjin

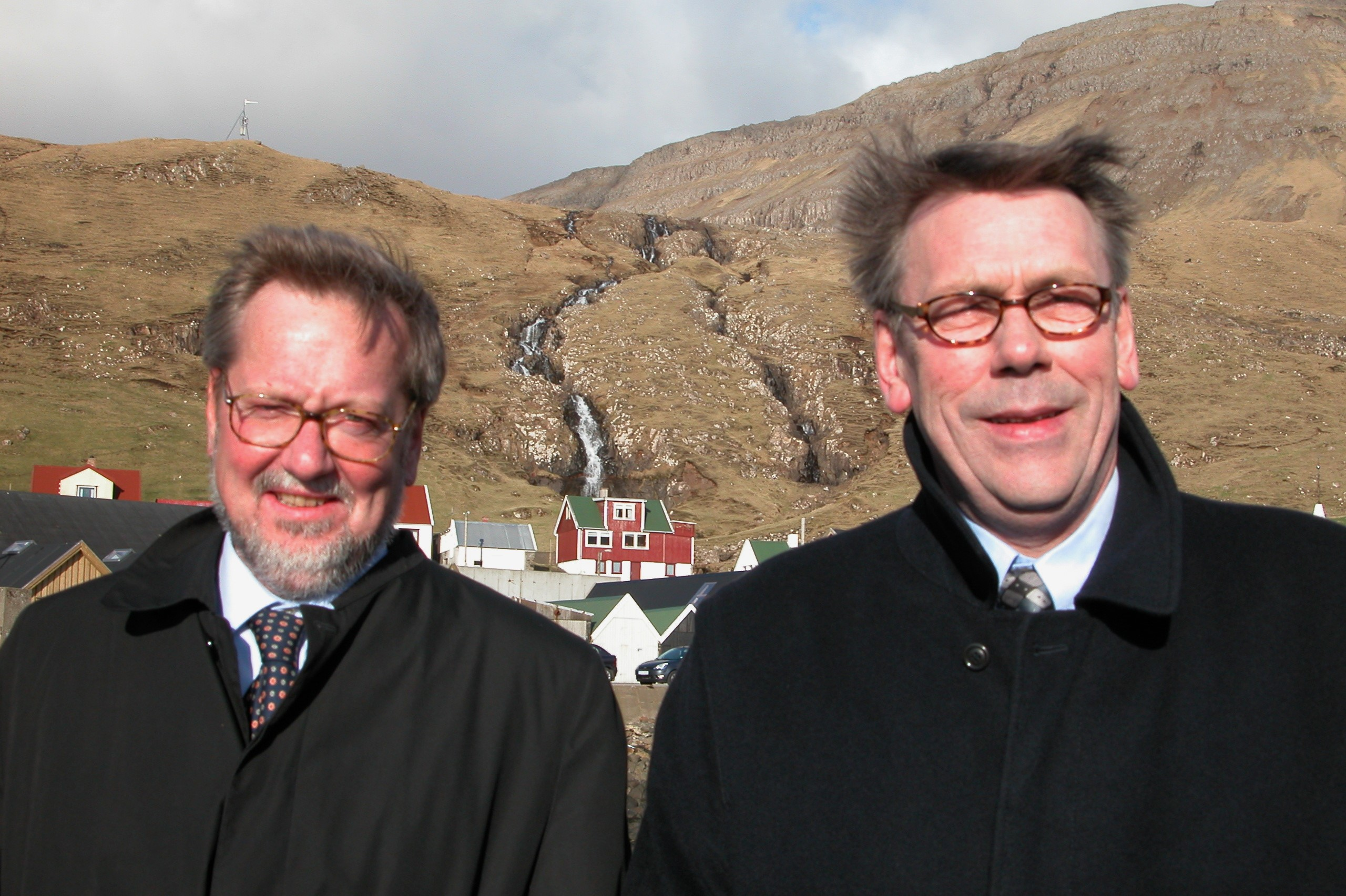
Dänemarks Außenminister Per Stig Møller (links) und der färingische Ministerpräsident Jóannes Eidesgaard in Fámjin (2005)

Der Vertrag von Fámjin (färöisch Fámjinsskjalið) wurde am 29. März 2005 im Gemeinderatshaus des Dorfs Fámjin zwischen Dänemark und den Färöern geschlossen. Er regelt die Übernahme von Kompetenzen in der Außen- und Verteidigungspolitik durch die Landesregierung der Färöer.

## Vertrag
Beide Seiten stellten fest, dass Dänemark und die Färöer nunmehr gleichberechtigte Partner seien. Der Vertrag besteht aus zwei Dokumenten:
1. Gemeinsame Prinzipienerklärung über die Mitwirkung und Einbeziehung der Färöer in die dänische Außen- und Sicherheitspolitik
2. Vertrag über die administrative Zusammenarbeit zwischen dem dänischen Außenministerium und dem Büro des Løgmaður (Løgmansskrivstova).

### Prinzipienerklärung
Die Prinzipienerklärung bietet den Rahmen für das künftige Verhältnis beider Länder innerhalb des Königreichs Dänemark. Wichtigste Punkte sind:
- In allen für die Färöer relevanten außen- und sicherheitspolitischen Fragen erhalten die Färöer ein natürliches und echtes Einbeziehungs- und Mitwirkungsrecht auf gleichwertiger Ebene.
- In internationalen Verhandlungen, die Interessen der Färöer berühren, nimmt die färingische Landesregierung grundsätzlich zusammen mit der dänischen Regierung teil. Sofern es das Völkerrecht zulässt, sind die Färöer bei solchen internationalen Verträgen künftig Mitunterzeichner.
- Die Färöer können mit aktiver Unterstützung von dänischer Seite in allen internationalen Organisationen eine assoziierte Mitgliedschaft anstreben, soweit es völkerrechtlich möglich ist.
- Alle Dokumente, die färingische Interessen berühren, die das dänische Außenministerium dem Außenausschuss des Folketings vorlegt, werden automatisch auch dem färingischen Ministerpräsidenten übermittelt, damit er seinerseits den Außenausschuss des Løgtings informieren kann. Darüber hinaus besucht der dänische Außenminister mindestens einmal jährlich die Färöer, um die dortigen Gremien zu unterrichten.

### Vertrag über administrative Zusammenarbeit
Dieser Vertrag regelt im Einzelnen die konkreten Schritte zur Verwirklichung der färöischen Mitbestimmung in der Außen- und Sicherheitspolitik.
- Etablierung eines Nordatlantischen Sekretariats im dänischen Außenministerium, das aus den neu zu schaffenden Ämtern des „Ratgebers in Färöer-Fragen“ und des „Ratgebers in Grönland-Fragen“ besteht und eine Bürogemeinschaft mit dem „Kontor für den Norden, die Färöer und Grönland“ eingeht. Dieser Ratgeber in Färöer-Fragen wird in Übereinstimmung mit der Landesregierung der Färöerernannt, dient als Mittler zwischen beiden Regierungen, muss stets umgehend und umfassend in relevante Fragen eingebunden werden und darf selbständig dem dänischen Außenministerium Beschlussvorlagen unterbreiten.

- Mitbenutzung aller diplomatischen Einrichtungen Dänemarks durch die Färöer. Die Färöer haben das Recht, nach eigenem Ermessen alle diplomatischen Vertretungen Dänemarks und ihre Infrastruktur zur Wahrnehmung ihrer Interessen mitzubenutzen. Die färingischen Gesandten erhalten in den Gastländern den Status von Repräsentanten der Färöischen Landesregierung und werden von den dänischen Diplomaten in ihrer Arbeit unterstützt. Flagge und Wappen der Färöer werden gleichberechtigt geführt.

- Gemeinsames Ausbildungs- und Austauschprogramm. Das künftige außenpolitische Personal der Färöer wird von dänischer Seite ausgebildet. Hierzu wird ab dem 1. September ein paritätisch besetztes Administratives Forum eingerichtet, das seinen Sitz abwechselnd in Tórshavn und Kopenhagen hat.